# 경상북도 관찰사
경상북도 관찰사(慶尙北道觀察使)는 대한제국 경상북도의 지방 장관으로 오늘날의 경상북도지사에 해당한다.

## 역대 관찰사
- 이성렬(李聖烈) 1896년 ~
- 민형식(閔亨植) 1896년 7월 ~ 1896년 8월
- 엄세영(嚴世永) 1896년 8월 ~
- 조한국(趙漢國) 1898년 7월 ~ 1899년 1월
- 김직현(金稷鉉) 1899년 1월 ~
- 이성렬(李聖烈) 1900년 6월 ~
- 이유인(李裕寅) 1901년 1월 ~ , 유배지에서 석방되어 바로 부임
- 조기하(趙夔夏) 1902년 1월 ~ 1902년 6월
- 이헌영(李獻英) 1902년 6월 ~
- 이근교(李根敎) 1903년 ~
- 김종규(金宗圭) 1903년 6월 ~ 1903년 7월
- 이근교(李根敎) 1903년 7월 ~ 1903년 8월
- 윤용식(尹容植) 1903년 8월 ~ 1903년 9월
- 이윤용(李允用) 1903년 9월 ~
- 이재극(李載克) 1904년 2월 ~ 1904년 3월
- 윤헌(尹王+獻) 1904년 3월 ~ 1904년 7월, 도내 각 군의 민전(民錢)을 함부로 거뒀다 하여 파면
- 장승원(張承遠) 1904년 8월 ~ 1904년 12월
- 이용익(李容翊) 1905년 1월 ~ 1905년 4월
- 정주영(鄭周永) 1905년 4월 ~ 1905년 4월, 임지 도착 직전 해임
- 이도재(李道宰) 1905년 4월 ~ 1905년 5월
- 이중하(李重夏) 1905년 5월 ~ 1905년 5월, 부임 직전 해임
- 이근호(李根澔) 1905년 5월 ~
- 신태휴(申泰休) 1905년 12월 ~ 1906년
- 이충구(李忠求) 1906년 ~
- 이재곤(李載崐) 1906년 ~
- 이근상(李根湘) 1906년 6월 ~ 1906년 7월
- (직무대리) 박중양(朴重陽) 1906년 7월 ~ 1907년, 평안남도관찰사로 이임
- 박중양(朴重陽) 1908년 6월 ~ 1910년 8월 1일, 정식 관찰사
- ?, ? ~ 1910년 10월 1일

## 같이 보기
- 경상북도지사 (일제 강점기)
- 경상북도지사